# Stanisław Gucma
Stanisław Andrzej Gucma (ur. 23 listopada 1945 w Zawadzie, zm. 7 grudnia 2024) – polski inżynier, profesor, kapitan ż.w., rektor Wyższej Szkoły Morskiej (1996–2002) i Akademii Morskiej w Szczecinie (2008–2016).

## Życiorys
W 1964 r. podjął studia na Wydziale Rybackim Wyższej Szkoły Rolniczej w Olsztynie. W 1966 r. został oddelegowany na studia na Wydziale Rybołówstwa w Kaliningradzkim Państwowym Uniwersytecie Technicznym w Kaliningradzie. Studia te ukończył w 1969. Po czym podjął studia na Wydziale Nawigacyjnym Państwowego Uniwersytetu Technicznego w Kaliningradzie, które ukończył w 1970 r. uzyskując tytuł zawodowy magistra inżyniera nawigatora. W 1977 r. obronił pracę doktorską na Wydziale Nawigacyjnym Leningradzkiej Wyższej Szkoły Morskiej w Leningradzie. W 1993 r. uzyskał habilitację na podstawie pracy zatytułowanej Metody wyznaczania i kształtowania dróg wodnych. Według innych źródeł pracę tę obronił w 1992 roku. W 2002 uzyskał tytuł profesora nauk technicznych.
Był członkiem i zastępcą przewodniczącego Komitetu Transportu PAN, oraz należał do Rady Dyscypliny - Inżynierii Lądowej i Transportu.
Wg akt Wojewódzkiego Urzędu Spraw Wewnętrznych w Szczecinie, w latach 1986–1990 był konsultantem Służby Bezpieczeństwa o ps. Adam.

## Wyróżnienia i odznaczenia
- Doktor honoris causa Politechniki Morskiej w Szczecinie (2024)[3]
- Doktor honoris causa Kaliningradzkiego Państwowego Uniwersytetu Technicznego w Kaliningradzie (2013)[9]
- Krzyż Kawalerski Orderu Odrodzenia Polski (1998)[10]
- Złoty Krzyż Zasługi (1984)
- Brązowy Krzyż Zasługi (1978)
- Brązowy Medal „Za zasługi dla obronności kraju” (1997)
- Medal Komisji Edukacji Narodowej (1987)
- Odznaka honorowa Zasłużony Pracownik Morza (2010)
- Odznaka Gryfa Pomorskiego (1989)
- Złota odznaka Zasłużony Pracownik Morza (1993)
- Srebrna odznaka Zasłużony Pracownik Morza (1984)
- Brązowa odznaka Zasłużony Pracownik Morza (1978)
- Złoty Medal za Zasługi dla WSM (2004)